# 1945-ös magyar atlétikai bajnokság
Az 1945-ös magyar atlétikai bajnokságot, amely az 50. magyar bajnokság volt, szeptember 8. – szeptember 9. között rendezték meg a Ferencváros Üllői úti stadionjában.
Néhány versenyszámot más helyszínen és időpontban rendeztek meg:
- 3000 m akadályfutás: szeptember 9., Csepel
- váltóbajnokság: szeptember 23., Budapest, népligeti Vasas sporttelep
- Maraton: szeptember 30., kerepesi országút
- 10 km-es gyaloglás: október 7., Budapest, népligeti Vasas sporttelep
- tízpróba: október 13-14., Budapest, népligeti Vasas sporttelep
- 50 km-es gyaloglás: november 11., Budapest, Népliget

## Eredmények

### Férfiak
| Versenyszám          | Arany                                                                       | Arany     | Ezüst                                                                       | Ezüst     | Bronz                                                                 | Bronz     |
| -------------------- | --------------------------------------------------------------------------- | --------- | --------------------------------------------------------------------------- | --------- | --------------------------------------------------------------------- | --------- |
| 100 m                | Csányi György Újpesti TE                                                    | 11,1      | Hegyesi Antal Újpesti TE                                                    | 11,3      | Ónody László Testvériség                                              | 11,4      |
| 200 m                | Csányi György Újpesti TE                                                    | 23,1      | Márton Gyula Szegedi-Tisza VSE                                              | 23,5      | Hegyesi Antal Újpesti TE                                              | 23,7      |
| 400 m                | Varga István Szegedi-Tisza VSE                                              | 52,4      | Baranyai János Diósgyőri VTK                                                | 52,6      | Botos György Bp. Rendőr Egylet                                        | 53,0      |
| 800 m                | Villási Károly Dunakeszi Magyarság SE                                       | 1:58,0    | Baranyai János Diósgyőri VTK                                                | 1:58,4    | Gyergyói János Postás SE                                              | 1:59,2    |
| 1500 m               | Garay Sándor Bp. Vasas                                                      | 4:07,8    | Villási Károly Dunakeszi Magyarság SE                                       | 4:08,2    | Híres László Újpesti TE                                               | 4:10,0    |
| 5000 m               | Garay Sándor Bp. Vasas                                                      | 15:13,6   | Németh Béla Munkás TE                                                       | 15:14,6   | Szegedi Ferenc Testvériség                                            | 15:15,6   |
| 10 000 m             | Szegedi Ferenc Testvériség                                                  | 32:54,4   | Németh Béla Munkás TE                                                       | 32:57,0   | Bíró János Bp. Vasas                                                  | 33:31,2   |
| maraton              | Kiss József Újpesti TE                                                      | 2:56:54,0 | Mucsi József Postás SE                                                      | 3:10:18,0 | Godány Imre Postás SE                                                 | 3:10:53,8 |
| 3000 m akadály       | Rátonyi Sándor Óbudai Barátság SE                                           | 9:54,0    | Bíró János Bp. Vasas                                                        | 9:54,2    | Molnár Lajos Testvériség                                              | 10:07,6   |
| 110 m gát            | Kiss József Törekvés                                                        | 16,0      | Agócs Jenő TFSE                                                             | 17,1      | Villányi Sándor EMTK                                                  | 17,6      |
| 400 m gát            | Kiss József Törekvés                                                        | 58,5      | Kalotai Vilmos Bp. Vasas                                                    | 1:00,0    | Pálffi Tihamér MTK                                                    | 1:00,5    |
| 4 × 100 m váltó      | Szántó Ottó Hegyesi Antal Almádi Gyula Csányi György Újpesti TE             | 46,4      | Tóth Lugosi Sándor Seben Péter Onódy László Testvériség                     | 46,6      | Csépánfalvi Géza Száki Béla Gyenes Gyuricza István Óbudai Barátság SE | 46,9      |
| 4 × 400 m váltó      | Krivánszky Zoltán Almási József Maklári Lajos Kalotai Vilmos Bp. Vasas      | 3:37,0    | Rajcsányi Lajos Pátkai László Temesvári Botos György BRE                    | 3:41,6    | Keresztúri Rátonyi Sándor Újvári Antal Száki Béla Óbudai Barátság SE  | 3:44,7    |
| 4 × 1500 m váltó     | Hagymási József Bíró János Lendvai Pál Garay Sándor Bp. Vasas               | 17:19,8   | Keresztúri Újvári Antal Rátonyi Sándor Szabó Óbudai Barátság SE             | 17:22,2   | Mészáros Istókovics Molnár Szegedi Testvériség                        | 17:31,4   |
| 5000 m csapat        | Garay Sándor Bíró János Kelen János Lendvai Pál Hagymási József Bp. Vasas   | 33        | Südi Lajos Rátonyi Sándor Szabó M. Keveházi Újvári Antal Óbudai Barátság SE | 56        | Szegedi Ferenc Mészáros Molnár Szabó G. Pintér Testvériség            | 57        |
| 10 km gyaloglás      | Kun Sándor Postás SE                                                        | 53:44     | Kapusi János Óbudai Barátság SE                                             | 55:52     | Farkas Zoltán Postás SE                                               | 56:33     |
| 50 km gyaloglás      | Kapusi János Óbudai Barátság SE                                             | 5:08:30   | Farkas Zoltán Postás SE                                                     | 5:11:32   | Peszeki Ádám Újpesti TE                                               | 5:13:45   |
| magasugrás           | Tordai Gyula MAFC                                                           | 178       | Kolozsvári Miklós Csepeli MTK                                               | 175       | Lehoczky Sándor EMTK                                                  | 170       |
| rúdugrás             | Kovács Ferenc Törekvés                                                      | 360       | Homonnay Tamás Bp. Vasas                                                    | 320       | Zofál Károly EMTK                                                     | 320       |
| távolugrás           | Kovács Ferenc Törekvés                                                      | 646       | Gyuricza István Óbudai Barátság SE                                          | 637       | Csányi György Újpesti TE                                              | 634       |
| hármasugrás          | Dusnoki Géza Toldi Miklós SE                                                | 12,95     | Nagyházi Sándor Debreceni VSC                                               | 12,35     | Kapros László Debreceni VSC                                           | 12,32     |
| súlylökés            | Németvári Ernő Bp. Előre                                                    | 13,55     | Kiss János Bp. Vasas                                                        | 13,41     | Csányi Zoltán Bp. Vasas                                               | 12,68     |
| diszkoszvetés        | Sík József Pécsi EAC                                                        | 40,72     | Kulitzy Jenő Óbudai Barátság SE                                             | 40,40     | Józsa Dezső Pécsi EAC                                                 | 40,32     |
| kalapácsvetés        | Németh Imre Toldi Miklós SE                                                 | 49,39     | Remete Dezső Testvériség                                                    | 45,94     | Petike Lajos TFSE                                                     | 41,30     |
| gerelyhajítás        | Várszegi József Toldi Miklós SE                                             | 55,02     | Szatmári Aba BEAC                                                           | 51,88     | Medgyessy Zoltán Óbudai Barátság SE                                   | 51,33     |
| tízpróba             | Kis József Bp. Törekvés                                                     | 5561      | Kovács Ferenc Bp. Törekvés                                                  | 5523      | Kalotai Vilmos Bp. Vasas                                              | 4783      |
| mezei futás (6000 m) | Németh Béla Munkás TE                                                       | 21:02,6   | Szegedi Ferenc Testvériség                                                  | 21:29,0   | Híres László Újpesti TE                                               | 21:37,8   |
| mezei futás csapat   | Bíró János Kelen János Lendvai Pál Hagymási József Maklári Alajos Bp. Vasas | 50        | Rátonyi Sándor Újvári Antal Südi Lajos Szabó M. Keveházi Óbudai Barátság SE | 51        | Szegedi Ferenc Mészáros Molnár L. Szigetvári Gergely Testvériség      | 72        |

### Nők
| Versenyszám        | Arany                                                                       | Arany  | Ezüst                                    | Ezüst  | Bronz                                                        | Bronz  |
| ------------------ | --------------------------------------------------------------------------- | ------ | ---------------------------------------- | ------ | ------------------------------------------------------------ | ------ |
| 100 m              | Fekete Ilona IX. kerületi MADISZ                                            | 13,0   | Egri Lenke Óbudai Barátság SE            | 13,5   | Babai Margit Pécsi EAC                                       | 13,6   |
| 200 m              | Fekete Ilona IX. kerületi MADISZ                                            | 28,2   | Egri Lenke Óbudai Barátság SE            | 28,6   | Babai Margit Pécsi EAC                                       | 29,2   |
| 80 m gát           | Lőrincz Anna Pécsi EAC                                                      | 13,1   | Rohonczi Mária TFSE                      | 13,9   | Ágoston Margit Óbudai Barátság SE                            | 15,5   |
| 4 × 100 m váltó    | Szvitek Ilona Fekete Ilona Sziklai Paula Bártfai Jenőné IX. kerületi MADISZ | 54,6   | Kovács Varga Szabó Puskás MTK            | 59,1   | Ágoston Margit Horányi Irén Fejes E Kozma Óbudai Barátság SE | 59,5   |
| magasugrás         | Rohonczi Mária TFSE                                                         | 145    | Bártfai Jenőné IX. kerületi MADISZ       | 145    | Szigeti-Varga Zsuzsa Budai Kinizsi TE                        | 140    |
| távolugrás         | Fekete Ilona IX. kerületi MADISZ                                            | 490    | Lőrincz Anna Pécsi EAC                   | 481    | Rohonczi Mária TFSE                                          | 470    |
| súlylökés          | Regdánszky Matild Gamma                                                     | 10,89  | Szepesvári Tessza Pécsi EAC              | 10,54  | Horváth Aranka Munkás TE                                     | 9,47   |
| diszkoszvetés      | Horányi Irén Óbudai Barátság SE                                             | 33,80  | Börcsök Mária Gamma                      | 31,76  | Nadányi Ágnes MTE                                            | 31,09  |
| gerelyhajítás      | Regdánszky Matild Gamma                                                     | 35,00  | Rohonczi Mária TFSE                      | 33,35  | Lamos Margit Munkás TE                                       | 30,95  |
| mezei futás        | Sallay Erzsébet Óbudai Barátság SE                                          | 3:59,0 | Horányi Irén Óbudai Barátság SE          | 4:02,6 | Körmöczi Irén Testvériség                                    | 4:13,6 |
| mezei futás csapat | Sallay Erzsébet Horányi Irén Hermann Ilona Óbudai Barátság SE               | 6      | Horváth Erzsébet Horváth Edit Halász ESC | 15     |                                                              |        |